# Montserrat Caballé
Maria de Montserrat Viviana Concepción Caballé i Folch (tiếng Catalunya: [munsəˈrat kəβəˈʎe]; 12 tháng 4 năm 1933 – 6 tháng 10 năm 2018) là một ca sĩ hát opera giọng soprano người Tây Ban Nha. Bà hát rất nhiều vai diễn khác nhau, nhưng nổi tiếng như là giọng ca chính trong các tác phẩm của Verdi và tiết mục bel canto, đáng chú ý là các tác phẩm của Rossini, Bellini, và Donizetti. Bà được thế giới biết đến khi trình diễn vở Lucrezia Borgia của Donizetti tại Carnegie Hall năm 1965, và sau đó xuất hiện ở các nhà hát opera hàng đầu. Giọng ca của bà được mô tả là trong trẻo nhưng mạnh mẽ, với kỹ thuật thanh nhạc tuyệt vời và bỏ nhỏ tuyệt đẹp.
Caballé trở nên nổi tiếng với thính giả không nghe nhạc cổ điển vào năm 1987, khi bà thu âm, theo lời đề nghị của Ủy ban Olympic Quốc tế, ca khúc "Barcelona", một bản song ca với Freddie Mercury. Ca khúc này đã trở thành một bài hát chủ đề chính thức cho Thế vận hội Mùa hè 1992. Bà nhận vài giải thưởng quốc tế và cả giải Grammy cho một số bản thu âm của mình.

## Thời thơ ấu và sự nghiệp
Caballé sinh ngày 12 tháng 4 năm 1933 tại Barcelona. Gia cảnh cô khá khó khăn. Cô học nhạc tại Nhạc viện Liceu, và học kỹ thuật thanh nhạc với Napoleone Annovazzi, Eugenia Kemény và Conchita Badía. Cô tốt nghiệp với huy chương vàng vào năm 1954. Sau đó cô chuyển đến Basel, Thụy Sĩ, nơi cô xuất hiện lần đầu tiên với vai Mimì trong vở La bohème của Puccini vào năm 1956. Cô trở thành thành viên của đoàn Basel Opera trong khoảng giữa năm 1957 và 1959, hát những tiết mục bao gồm Mozart (Người phụ nữ đầu tiên trong vở Cây sáo thần) và Strauss (Salome) bằng tiếng Đức, hiếm thấy đối với các ca sĩ người Tây Ban Nha, nhưng nó tỏ ra hữu ích cho sự tham gia tiếp theo của cô tại Bremen Opera (1959–1962). Năm 1961, bà vào vai Iphigénie trong vở Iphigénie en Tauride của Gluck tại Nhà hát Quốc gia S. Carlos ở Lisbon, cùng với Raymond Wolansky, Jean Cox, Paul Schöffler và những người khác.
Năm 1962, Caballé trở về Barcelona và xuất hiện lần đầu tại Liceu, hát vai chính trong vở Arabella của Strauss. Từ mùa thu năm 1962 cho đến mùa xuân năm 1963 cô đi lưu diễn ở México, hát vai chính trong vở Manon của Massenet tại Palacio de Bellas Artes. Tiếp theo là một số lần xuất hiện thành công hơn ở Liceu vào năm 1963.

## Trốn thuế
Năm 2015, Caballé bị khởi tố với cáo buộc tội trốn thuế hoặc gian lận thuế. Bà thừa nhận mặc dù sống ở Tây Ban Nha vào năm 2010, nhưng lại đăng ký lưu trú tại Andorra để tránh phải đóng thuế cho Tây Ban Nha. Tháng 12 năm 2015, tòa án Tây Ban Nha tuyên bà phạm tội gian lận thuế và kết án 5 tháng tù giam, buộc nộp phạt €254.231 ($280.000). Bà cũng bị cấm nhận tiền trợ cấp công trong khoảng thời gian 18 tháng.

## Gia đình

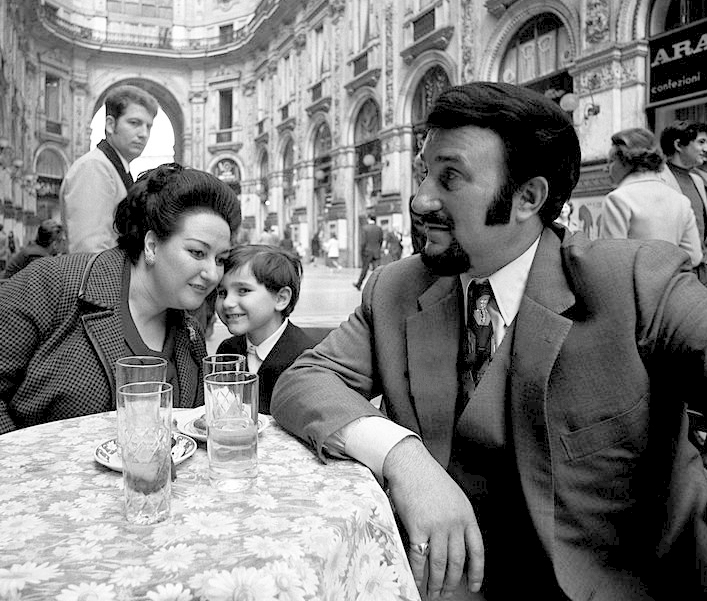
Caballé với chồng và con trai, tại Galleria Vittorio Emanuele II, Milan, 1971

Caballé kết hôn với giọng ca tenor Bernabé Martí người Tây Ban Nha vào năm 1964. Họ có hai con; con gá̀i Montserrat Martí cũng là một ca sĩ opera soprano.

## Vấn đề về sức khỏe và qua đời
Ngày 20 tháng 10 năm 2012, Caballé bị tai biến mạch máu não ở thành phố Yekaterinburg, khi bà đang đi lưu diễn tại Liên bang Nga, và bà nhanh chóng được chuyển đến bệnh viện Hospital de la Santa Creu i Sant Pau ở Barcelona. Bà cũng phải vào viện này vào tháng 9 năm 2018. Ngày 6 tháng 10 năm 2018, ở tuổi 85, Caballé từ trần do nhiễm trùng túi mật.

## Giải thưởng

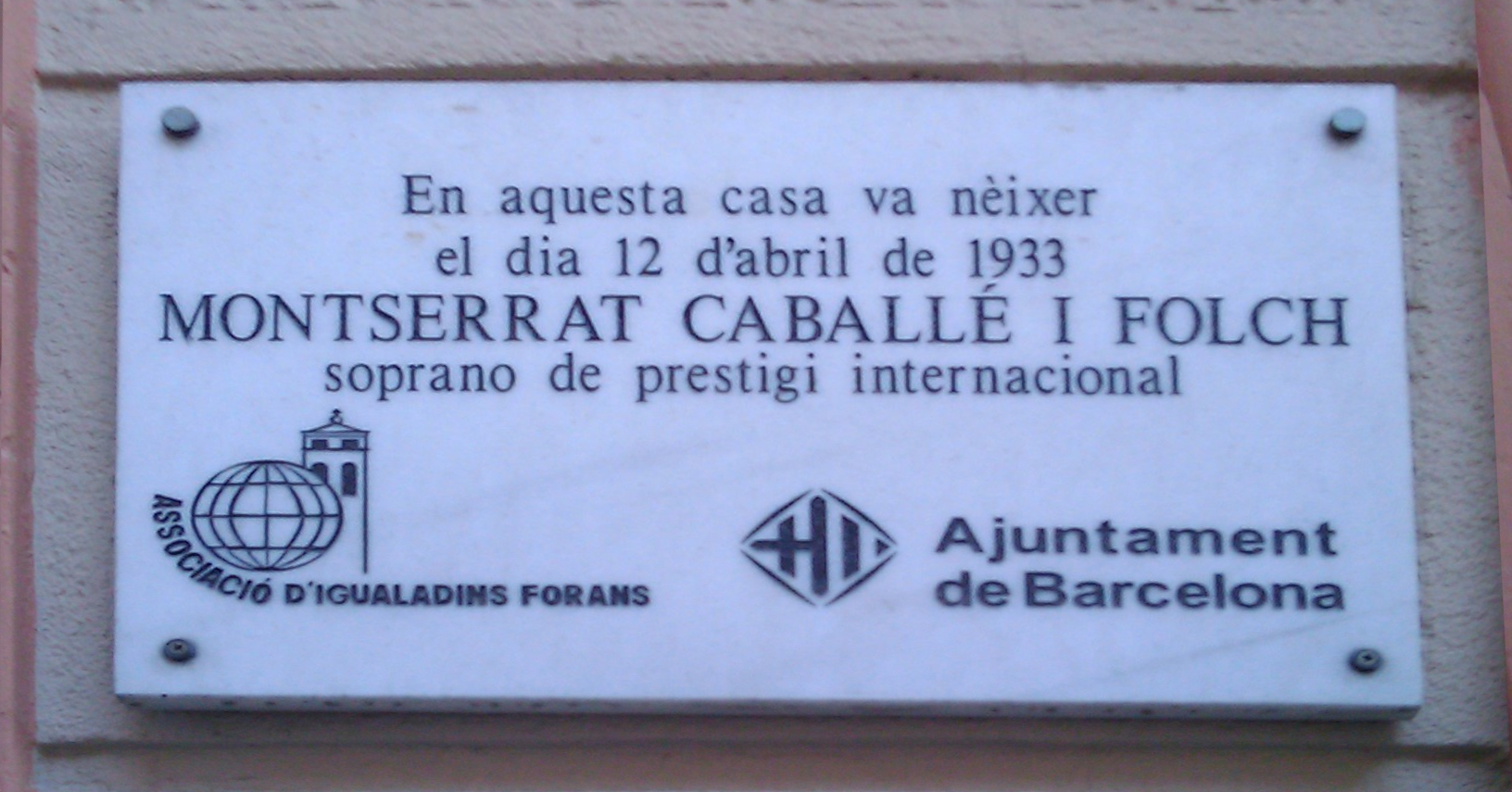
Tấm biển tại nơi bà ra đời ở Barcelona

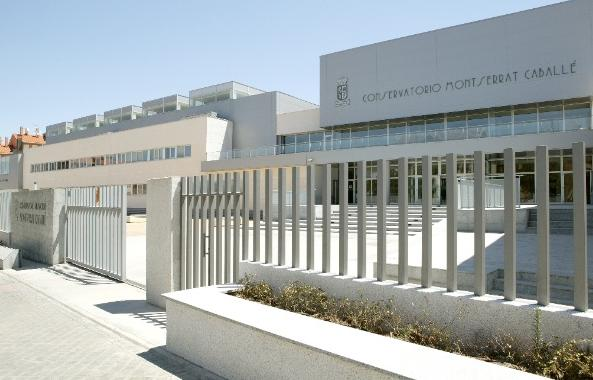
Một nhạc viện ở Arganda del Rey được đặt theo tên bà.

Trong số các bản thu âm của Caballé, vài cái được giải Grammy: Rossini Rarities năm 1966, La bohème của Puccini năm 1968, và Così fan tutte của Mozart năm 1974; các bản thu âm khác được đề cử giải thưởng này.
- 1966: Dame Commander của Order of Isabella the Catholic[14]
- 1975: Civil Order of Alfonso X, the Wise[15]
- 1996: RSH-Gold [de] trong danh mục "Classic LP of the Year" (Barcelona)[16]
- 2003: Großes Bundesverdienstkreuz[17][18]
- 2005: Legion of Honour[19]
- 2007: Được bổ nhiệm Kammersängerin của Nhà hát Quốc gia Viên[20]
- 2008: Tiến sĩ Honoris Causa của Đại học Quốc tế Menéndez Pelayo ở Santander[21]
- 2009: Đại Thập Tự của Huân chương Công tích Cộng hòa Ý do Tổng thống Ý trao tặng[22][23]
- 2011: Tiến sĩ Honoris causa của Đại học Barcelona[24]